# الشدة الشاونية
الشدة الشاونية أو الشدة بالطاكون أو كما تعرف بلباس الحضرة الشاونية هي إحدى الشدات المغاربية التي يتميز بها المغرب و بالضبط من مدينة شفشاون شمال البلاد ،يتكون لباس الشدة الشاونية من قفطان مغربي من نوع الحاج عمرغالبا وحزاما مزكشا عريضا من الحرير أو البروكار و«الحراز» وهو عبارة عن عصابة انيقة من الثوب الابيض المطرز و«السبنية السويسة» عبارة عن طرحة حريرية تلبس تحت «الحراز» وتتميز بهذوب تتدلى من جوانبها إضافة إلى حلي «جوهر فرسانة». وترتدي المرأة الشاونية الشربيل المغربي الشهير. زي تقليدي خاص بمدينة شفشاون تلبسه المورسكيات أثناء «الحضرة» وهو فن موسيقي في المغرب يقتصر على النساء، حيث يلتقين في العديد من المناسبات داخل البيوت والزوايا لإقامة طقوس الأذكار والمديح والتبرّك بالله عبر ابتهالات يغلب عليها الطابع الصوفي.
تعتبر الشدة الشاونية أو الشدة بالطاكون جزءا أصيلا من الشدات المغاربية كونها تتشابه كثيرا مع نظيراتها من الشدات خاصة الشدة التطوانية و الشدة الطنجية التي يتميز بها المغرب على وجه الخصوص و المنطقة المغاربية بصفة عامة